# Organisation de l'espace
L'organisation de l'espace est une notion de géographie, apparue dans les années d'après guerre et qui s'est imposée dans les années soixante, permettant de décrire la production d'un espace (local, régional, mondial) par une société humaine.
« L'organisation de l'espace ou espace organisé, (...) relève de l'explication géographique consistant à élaborer un ensemble cohérent de représentation scientifiques (modèles) ». L'organisation de l'espace est donc l'analyse d'un espace produit par une société à travers des modèles comme la relation centre-périphérie, la polarisation d'un centre ; la délimitation par un maillage (politique, administratif, religieux ou encore militaire) ; la hiérarchie des lieux centraux (W. Christaller) ; ou encore la diffusion des échanges ou des flux entre les différents lieux ainsi que les nœuds.
L'organisation de l'espace ne doit donc pas être confondu avec l'aménagement du territoire qui est la mise en place d'une politique sur un territoire, par une organisation sociale.

## Critique
Dans son ouvrage De la Géopolitique aux Paysages, Yves Lacoste considère que cette approche d'un espace produit par des sociétés humaines est fausse dans la mesure où un espace terrestre est une donnée et donc que ces sociétés ne peuvent qu'aménager.